# Kodi Smit-McPhee
Kodi Smit-McPhee (Adelaida, 13 de junio de 1996) es un actor australiano.

## Biografía
Kodi Smit-McPhee nació el 13 de junio de 1996 en Adelaida. Es hijo del actor Andy McPhee y de Sonja McPhee. Tiene una hermana mayor, la actriz Sianoa Smit-McPhee, y un hermano menor, Caden. Creció en Melbourne, ciudad a la que se mudó su familia cuando él tenía tres años. A los doce años, se radicó con su familia en Los Ángeles.

## Carrera
Smit-McPhee trabajó en los cortos Stranded y End of Town y, en 2006, participó en Nightmares & Dreamscapes: From the Stories of Stephen King, miniserie estadounidense basada en Pesadillas y alucinaciones, de Stephen King.
En 2007 interpretó a Raimond en la película Romulus, My Father, junto a Eric Bana, Marton Csokas, y Franka Potente. Por su trabajo recibió el premio al mejor actor juvenil del Australian Film Institute y fue nominado al mejor actor en los mismos premios. Ese mismo año recibió el premio a Mejor promesa del círculo de críticos cinematográficos de Australia.
En 2009 filmó La carretera, en la que interpretó al hijo del personaje de Viggo Mortensen. En teatro, participó en una puesta de Walkabout, de Richard Frankland.
En 2010 protagonizó Let Me In, trabajo por el que recibió el premio a Mejor Protagonista joven de la Phoenix Film Critics Society y nominaciones a los Critic's Choice, Saturn y Young Artist.
En 2013 interpretó a Benvolio en Romeo & Juliet. Al año siguiente integró el elenco de Dawn of the Planet of the Apes, secuela de Rise of the Planet of the Apes. En 2015 participó en la miniserie Gallipoli, en el papel del soldado Thomas "Tolly" Johnson. En 2016, fue Nightcrawler en X-Men: Apocalypse.

## Filmografía

### Cine
| Año  | Título                                | Personaje           | Notas |
| ---- | ------------------------------------- | ------------------- | ----- |
| 2006 | End of Town                           | Hermano             | corto |
| 2006 | Stranded                              | Teddy               |       |
| 2007 | The King                              | John Wesley (joven) |       |
| 2007 | Romulus, My Father                    | Raimond             |       |
| 2008 | The Adventures of Charlotte and Henry | Henry               |       |
| 2008 | The Tender Hook                       | Jimmy               |       |
| 2009 | La carretera                          | Niño                |       |
| 2009 | Tinytown                              | Davis               | corto |
| 2010 | Let Me In                             | Owen                |       |
| 2010 | Matching Jack                         | Finn                |       |
| 2012 | ParaNorman                            | Norman Babcock      |       |
| 2012 | Dead Europe                           | Josef               |       |
| 2013 | Romeo & Juliet                        | Benvolio Montague   |       |
| 2013 | The Congress                          | Aaron Wright        |       |
| 2013 | A Birder's Guide to Everything        | David Portnoy       |       |
| 2014 | Maya the Bee Movie                    | Willy               |       |
| 2014 | Dawn of the Planet of the Apes        | Alexander           |       |
| 2014 | The Wilderness of James               | James Charm         |       |
| 2014 | Young Ones                            | Jerome Holm         |       |
| 2015 | Slow West                             | Jay Cavendish       |       |
| 2016 | X-Men: Apocalypse                     | Nightcrawler        |       |
| 2018 | Alpha                                 |                     |       |
| 2019 | X-Men: Dark Phoenix                   | Nightcrawler        |       |

### Televisión
| Año  | Título                                                     | Personaje              | Notas                    |
| ---- | ---------------------------------------------------------- | ---------------------- | ------------------------ |
| 2006 | Fatal Contact: Bird Flu in America                         | Toby Connelly          | película para televisión |
| 2006 | Monarch Cove                                               | Joven Jake             | 6 episodios              |
| 2006 | Nightmares & Dreamscapes: From the Stories of Stephen King | Brandon/Jackson Evans  | 2 episodios              |
| 2015 | Gallipoli                                                  | Thomas "Tolly" Johnson | 7 episodios              |

## Premios y nominaciones
| Año  | Premio                                | Categoría                                                                  | Película           | Resultado |
| ---- | ------------------------------------- | -------------------------------------------------------------------------- | ------------------ | --------- |
| 2007 | AFI Award                             | Young Actor                                                                | Romulus, My Father | Ganador   |
| 2007 | AFI Award                             | Mejor Actor Protagónico                                                    | Romulus, My Father | Nominado  |
| 2008 | FCCA Award                            | Mejor Actor de Reparto                                                     | Romulus, My Father | Nominado  |
| 2008 | Special Achievement Award             | Most Popular New Male Talent                                               | Romulus, My Father | Ganador   |
| 2009 | Young Artist Award                    | Best Performance in an International Feature Film-Leading Young Performers | Romulus, My Father | Nominado  |
| 2010 | PFCS Award                            | Best Performance by a Youth in a Leading or Supporting Role - Male         | Let Me In          | Ganador   |
| 2010 | Chainsaw Award                        | Mejor Actor de reparto                                                     | The Road           | Nominado  |
| 2010 | Best Young Actor/Actress              | Critics Choice Award                                                       | The Road           | Nominado  |
| 2010 | Premios Saturn                        | Best Performance by a Younger Actor                                        | The Road           | Nominado  |
| 2010 | AFI International Award               | Mejor Actor                                                                | The Road           | Nominado  |
| 2010 | AFI Award                             | Mejor Actor de reparto                                                     | Matching Jack      | Nominado  |
| 2011 | Premios de la Crítica Cinematográfica | Best Young Actor/Actress                                                   | Let Me In          | Nominado  |
| 2011 | Premios Saturn                        | Best Performance by a Younger Actor                                        | Let Me In          | Nominado  |
| 2011 | Chainsaw Award                        | Mejor Actor                                                                | Let Me In          | Nominado  |
| 2011 | Young Artist Award                    | Mejor elenco (junto a Dylan Minnette y Chloë Grace Moretz)                 | Let Me In          | Nominado  |
| 2011 | FCCA Award                            | Mejor Actor de Reparto                                                     | Matching Jack      | Nominado  |
| 2013 | Young Artist Award                    | Best Performance in a Voice-Over Role - Feature Film - Young Actor         | ParaNorman         | Nominado  |
| 2013 | FCCA Award                            | Best Performance by a Young Actor                                          | Dead Europe        | Nominado  |